# Colline Saint-Jean
La colline Saint-Jean (en russe : ивановская горка) est un quartier historique du centre de Moscou, situé à l'est de Kitaï-gorod à l'intérieur de la ville blanche. Il est délimité par la ceinture des boulevards à l'est, les rues Marosseïka et Pokrovka au nord et la rue Solianka au sud-ouest. Elle doit son nom au couvent Saint-Jean situé sur son sommet.

## Histoire
Une des premières mentions de ce quartier, aussi appelé « les vieux jardins » (russe : старые сады) ou « koulichki » (russe : кулишки), remonte à une chronique de 1493 quand le grand prince Ivan III s’y relogea après qu’un incendie eut dévasté son palais du Kremlin. Ivan III résida « vers Saint-Nicolas à Podkopaïev en contrebas des écuries des fermes » sur les berges de la rivière Ratchka.
Ce quartier est aussi connu pour le marché Khitrov qui exista dans la seconde partie du XIXe et jusque dans les années 1920 et servit d'inspiration à Maxime Gorki pour sa pièce Les bas-fonds.

## Édifices religieux

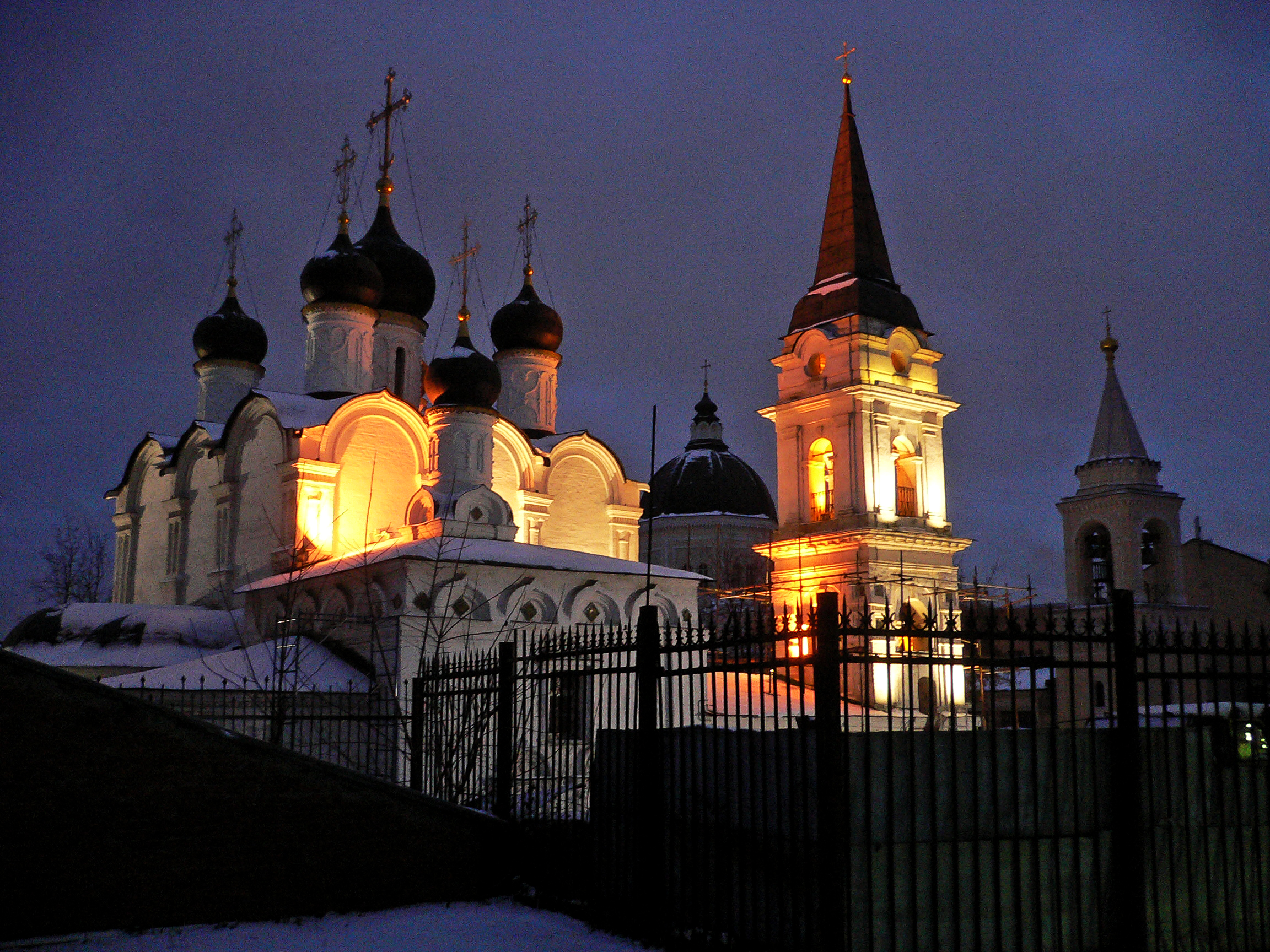
Saint-Vladimir et le couvent Saint-Jean (en arrière-plan)

### Orthodoxes
- Couvent de Saint-Jean-le-Précurseur, (XVe siècle)
- Église de la Très Sainte Mère de Dieu sur la Flèche, (vers 1460)
- Église de la Trinité source de vie à Khokhli, (XVIIe siècle)
- Église de Saint Nicolas le thaumaturge à Podkopaï, (XVe siècle)
- Église de Vladimir-Égal-aux-Apôtres, (XVe siècle)
- Église des Saints-Apôtres-Pierre-et-Paul-aux-Portes-de-la-Iaouza, (XVIIe siècle)
- Église des Saints-Côme-et-Damien-sur-la-Marosseïka, (XVIe siècle)
- Église des Saints Cyrille et Jean sur la Solianka, (XVIe siècle, détruite en 1933)
- Église des trois Saints Hiérarques, (XIVe siècle)

### Protestant
- Église Saints-Pierre-et-Paul de Moscou (1905), starosadski per. 5
- Temple baptiste (1880), maly trekhsviatitelski per. 3/4

### Juif
- Synagogue chorale de Moscou

## Palais et hôtels particuliers
- Palais de l'échanson Émilien Boutourline (XVIIe siècle)
- Palais du clerc Oukraintsev (XVIIe siècle)
- Palais Mazepa
- Palais Chouïski
- Palais Khitrovo

## Au cinéma
Les ruelles romantiques de la colline Saint-Jean ont depuis longtemps séduit les cinéastes russes, qui en firent le décor de nombreux films dont :
- La Grève (Стачка) de Sergueï Eisenstein, 1925 ;
- Les portes Pokrovski (Покровские ворота), 1982 ;
- Le froid été de 53 (холодное лето 53го), 1998 ;
- Le Frère 2 d'Alekseï Balabanov, 2000 ;
- Azazel (d'après le roman de Boris Akounine), 2002.